# Zwemmen op de Gemenebestspelen 2010
Baanzwemmen was een van de disciplines van de Olympische sport Zwemmen die werd beoefend tijdens de Gemenebestspelen 2010. De wedstrijden werden tussen 4 en 9 oktober gehouden in het SPM Swimming Pool Complex.
Er waren 19 onderdelen voor mannen en vrouwen, tevens waren er nog zes onderdelen voor gehandicapten.

## Medailles

### Medaillewinnaars

#### Mannen
| Onderdeel            | Goud                                                                       | Goud       | Zilver                                                                 | Zilver   | Brons                                                                     | Brons    |
| -------------------- | -------------------------------------------------------------------------- | ---------- | ---------------------------------------------------------------------- | -------- | ------------------------------------------------------------------------- | -------- |
| Vrije slag           |                                                                            |            |                                                                        |          |                                                                           |          |
| 50 m                 | Brent Hayden Canada                                                        | 22,01      | Roland Mark Schoeman Zuid-Afrika                                       | 22,14    | Gideon Louw Zuid-Afrika                                                   | 22,22    |
| 100 m                | Brent Hayden Canada                                                        | 47,98 CR   | Simon Burnett Engeland                                                 | 48,54    | Eamon Sullivan Australië                                                  | 48,69    |
| 200 m                | Robert Renwick Schotland                                                   | 1.47,88    | Kenrick Monk Australië                                                 | 1.47,90  | Thomas Fraser-Holmes Australië                                            | 1.48,22  |
| 400 m                | Ryan Cochrane Canada                                                       | 3.48,48    | Ryan Napoleon Australië                                                | 3.48,59  | David Carry Schotland                                                     | 3.50,06  |
| 1500 m               | Ryan Cochrane Canada                                                       | 15.01,49   | Heerden Herman Zuid-Afrika                                             | 15.03,70 | Daniel Fogg Engeland                                                      | 15.13,50 |
| Rugslag              |                                                                            |            |                                                                        |          |                                                                           |          |
| 50 m                 | Liam Tancock Engeland                                                      | 24,62 CR   | Hayden Stoeckel Australië                                              | 25,08    | Ashley Delaney Australië                                                  | 25,21    |
| 100 m                | Liam Tancock Engeland                                                      | 53,59 CR   | Daniel Bell Nieuw-Zeeland                                              | 54,43    | Ashley Delaney Australië                                                  | 54,51    |
| 200 m                | James Goddard Engeland                                                     | 1.55,58 CR | Gareth Kean Nieuw-Zeeland                                              | 1.57,37  | Ashley Delaney Australië                                                  | 1.58,18  |
| Schoolslag           |                                                                            |            |                                                                        |          |                                                                           |          |
| 50 m                 | Cameron van der Burgh Zuid-Afrika                                          | 27,18 CR   | Brenton Rickard Australië Glenn Snyders Nieuw-Zeeland                  | 27,67    | \|                                                                        |          |
| 100 m                | Cameron van der Burgh Zuid-Afrika                                          | 1.00,10    | Christian Sprenger Australië                                           | 1.00,29  | Brenton Rickard Australië                                                 | 1.00,46  |
| 200 m                | Brenton Rickard Australië                                                  | 2.10,89 CR | Michael Jamieson Schotland                                             | 2.10,97  | Christian Sprenger Australië                                              | 2.11,44  |
| Vlinderslag          |                                                                            |            |                                                                        |          |                                                                           |          |
| 50 m                 | Jason Dunford Kenia                                                        | 23,35      | Geoff Huegill Australië                                                | 23,37    | Roland Mark Schoeman Zuid-Afrika                                          | 23,44    |
| 100 m                | Geoff Huegill Australië                                                    | 51,69 CR   | Antony James Engeland Ryan Pini Papoea-Nieuw-Guinea                    | 52,50    | \|                                                                        |          |
| 200 m                | Chad Le Clos Zuid-Afrika                                                   | 1.56,48 CR | Michael Rock Engeland                                                  | 1.57,15  | Stefan Hirniak Canada                                                     | 1.57,26  |
| Wisselslag           |                                                                            |            |                                                                        |          |                                                                           |          |
| 200 m                | James Goddard Engeland                                                     | 1.58,10 CR | Joe Roebuck Engeland                                                   | 1.59,86  | Leith Brodie Australië                                                    | 2.00,00  |
| 400 m                | Chad Le Clos Zuid-Afrika                                                   | 4.13,25 CR | Joe Roebuck Engeland                                                   | 4.15,84  | Riaan Schoeman Zuid-Afrika                                                | 4.16,86  |
| Vrije slag estafette |                                                                            |            |                                                                        |          |                                                                           |          |
| 4×100 m              | Australië Kyle Richardson Eamon Sullivan Tommaso D'Orsogna James Magnussen | 3.13,92 CR | Engeland Simon Burnett Liam Tancock Grant Turner Adam Brown            | 3.15,05  | Zuid-Afrika Graeme Moore Gideon Louw Roland Mark Schoeman Darian Townsend | 3.15,21  |
| 4×200 m              | Australië Thomas Fraser-Holmes Nicholas Ffrost Ryan Napoleon Kenrick Monk  | 7.10,29 CR | Schotland Andrew Hunter David Carry Jak Scott Robert Renwick           | 7.14,02  | Zuid-Afrika Jean Basson Darian Townsend Jan Venter Chad Le Clos           | 7.14,18  |
| Wisselslag Estafette |                                                                            |            |                                                                        |          |                                                                           |          |
| 4×100 m              | Australië Ashley Delaney Brenton Rickard Geoff Huegill Eamon Sullivan      | 3.33,15 CR | Zuid-Afrika Charl Crous Cameron van der Burgh Chad Le Clos Gideon Louw | 3.36,12  | Engeland Liam Tancock Daniel Sliwinski Antony James Simon Burnett         | 3.36,31  |

#### Vrouwen
| Onderdeel            | Goud                                                                  | Goud       | Zilver                                                                  | Zilver  | Brons                                                                    | Brons   |
| -------------------- | --------------------------------------------------------------------- | ---------- | ----------------------------------------------------------------------- | ------- | ------------------------------------------------------------------------ | ------- |
| Vrije slag           |                                                                       |            |                                                                         |         |                                                                          |         |
| 50 m                 | Yolane Kukla Australië                                                | 24,86      | Francesca Halsall Engeland                                              | 24,98   | Hayley Palmer Nieuw-Zeeland                                              | 25,01   |
| 100 m                | Alicia Coutts Australië                                               | 54,09      | Emily Seebohm Australië                                                 | 54,30   | Francesca Halsall Engeland                                               | 54,57   |
| 200 m                | Kylie Palmer Australië                                                | 1.57,50    | Jazmin Carlin Wales                                                     | 1.58,29 | Rebecca Adlington Engeland                                               | 1.58,47 |
| 400 m                | Rebecca Adlington Engeland                                            | 4.05,68 CR | Kylie Palmer Australië                                                  | 4.07,85 | Jazmin Carlin Wales                                                      | 4.08,22 |
| 800 m                | Rebecca Adlington Engeland                                            | 8.24,69    | Wendy Trott Zuid-Afrika                                                 | 8.26,96 | Melissa Gorman Australië                                                 | 8.32,37 |
| Rugslag              |                                                                       |            |                                                                         |         |                                                                          |         |
| 50 m                 | Sophie Edington Australië                                             | 28,00 CR   | Gemma Spofforth Engeland                                                | 28,03   | Emily Seebohm Australië Georgia Davies Wales                             | 28,33   |
| 100 m                | Emily Seebohm Australië                                               | 59,79 CR   | Gemma Spofforth Engeland                                                | 1.00,02 | Julia Wilkinson Canada                                                   | 1.00,74 |
| 200 m                | Meagen Nay Australië                                                  | 2.07,56    | Elizabeth Simmonds Engeland                                             | 2.07,90 | Emily Seebohm Australië                                                  | 2.08,28 |
| Schoolslag           |                                                                       |            |                                                                         |         |                                                                          |         |
| 50 m                 | Leiston Pickett Australië                                             | 30,84      | Leisel Jones Australië                                                  | 31,10   | Kate Haywood Engeland                                                    | 31,17   |
| 100 m                | Leisel Jones Australië                                                | 1.05,84    | Samantha Marshall Australië                                             | 1.07,97 | Kate Haywood Engeland                                                    | 1.08,29 |
| 200 m                | Leisel Jones Australië                                                | 2.25,38    | Tessa Wallace Australië                                                 | 2.25,60 | Sarah Katsoulis Australië                                                | 2.25,92 |
| Vlinderslag          |                                                                       |            |                                                                         |         |                                                                          |         |
| 50 m                 | Francesca Halsall Engeland                                            | 26,24      | Marieke Guehrer Australië                                               | 26,27   | Emily Seebohm Australië                                                  | 26,29   |
| 100 m                | Alicia Coutts Australië                                               | 57,53      | Ellen Gandy Engeland                                                    | 58,06   | Jemma Lowe Wales                                                         | 58,42   |
| 200 m                | Jessicah Schipper Australië                                           | 2.07,04    | Audrey Lacroix Canada                                                   | 2.07,31 | Ellen Gandy Engeland                                                     | 2.07,75 |
| Wisselslag           |                                                                       |            |                                                                         |         |                                                                          |         |
| 200 m                | Alicia Coutts Australië                                               | 2.09,70 CR | Emily Seebohm Australië                                                 | 2.10,83 | Julia Wilkinson Canada                                                   | 2.12,09 |
| 400 m                | Hannah Miley Schotland                                                | 4.38,83 CR | Samantha Hamill Australië                                               | 4.39,45 | Keri-Anne Payne Engeland                                                 | 4.41,07 |
| Vrije slag estafette |                                                                       |            |                                                                         |         |                                                                          |         |
| 4×100 m              | Australië Alicia Coutts Marieke Guehrer Felicity Galvez Emily Seebohm | 3.36,36 CR | Engeland Amy Smith Francesca Halsall Emma Saunders Jessica Sylvester    | 3.40,03 | Nieuw-Zeeland Hayley Palmer Penelope Marshall Amaka Gessler Natasha Hind | 3.42,12 |
| 4×200 m              | Australië Kylie Palmer Blair Evans Bronte Barratt Meagen Nay          | 7.53,71    | Nieuw-Zeeland Lauren Boyle Penelope Marshall Amaka Gessler Natasha Hind | 7.57,46 | Engeland Joanne Jackson Rebecca Adlington Emma Saunders Sasha Matthews   | 7.58,61 |
| Wisselslag Estafette |                                                                       |            |                                                                         |         |                                                                          |         |
| 4×100 m              | Australië Emily Seebohm Leisel Jones Jessicah Schipper Alicia Coutts  | 3.56,99    | Engeland Gemma Spofforth Kate Haywood Ellen Gandy Francesca Halsall     | 4.00,09 | Canada Julia Wilkinson Annamay Pierse Audrey Lacroix Victoria Poon       | 4.03,96 |

#### Onderdelen voor gehandicapten
| Onderdeel                | Goud                        | Goud       | Zilver                       | Zilver  | Brons                       | Brons   |
| ------------------------ | --------------------------- | ---------- | ---------------------------- | ------- | --------------------------- | ------- |
| 50 m vrije slag S9 (m)   | Matthew Cowdrey Australië   | 25,33 WR   | Simon Miller Engeland        | 26,70   | Prasanta Karmaka India      | 27,48   |
| 100 m vrije slag S8 (m)  | Ben Austin Australië        | 1.00,44    | Sean Fraser Schotland        | 1.00,77 | Blake Cochrane Australië    | 1.00,95 |
| 100 m vrije slag S10 (m) | Benoît Huot Canada          | 53,70 CR   | Andrew Pasterfield Australië | 55,04   | Rob Welbourn Engeland       | 55,10   |
|                          |                             |            |                              |         |                             |         |
| 50 m vrije slag S9 (v)   | Natalie Du Toit Zuid-Afrika | 29,17 CR   | Annabelle Williams Australië | 29,42   | Stephanie Millward Engeland | 29,69   |
| 100 m vrije slag S9 (v)  | Natalie Du Toit Zuid-Afrika | 1.02,36 CR | Stephanie Millward Engeland  | 1.03,69 | Ellie Cole Australië        | 1.05,20 |
| 100 m vlinderslag S9 (v) | Natalie du Toit Zuid-Afrika | 1.07,32    | Stephanie Millward Engeland  | 1.13,11 | Ellie Cole Australië        | 1.14,04 |

## Medailleklassement
| Plaats | Land                | Goud | Zilver | Brons | Totaal |
| 1      | Australië           | 22   | 16     | 16    | 54     |
| 2      | Engeland            | 7    | 16     | 11    | 34     |
| 3      | Zuid-Afrika         | 7    | 4      | 5     | 16     |
| 4      | Canada              | 5    | 1      | 4     | 10     |
| 5      | Schotland           | 2    | 3      | 1     | 6      |
| 6      | Kenia               | 1    | 0      | 0     | 1      |
| 7      | Nieuw-Zeeland       | 0    | 4      | 2     | 6      |
| 8      | Wales               | 0    | 1      | 3     | 4      |
| 9      | Papoea-Nieuw-Guinea | 0    | 1      | 0     | 1      |
| 10     | India               | 0    | 0      | 1     | 1      |
| Totaal | Totaal              | 44   | 46     | 43    | 133    |